# Danh sách công trình cao nhất Île-de-France

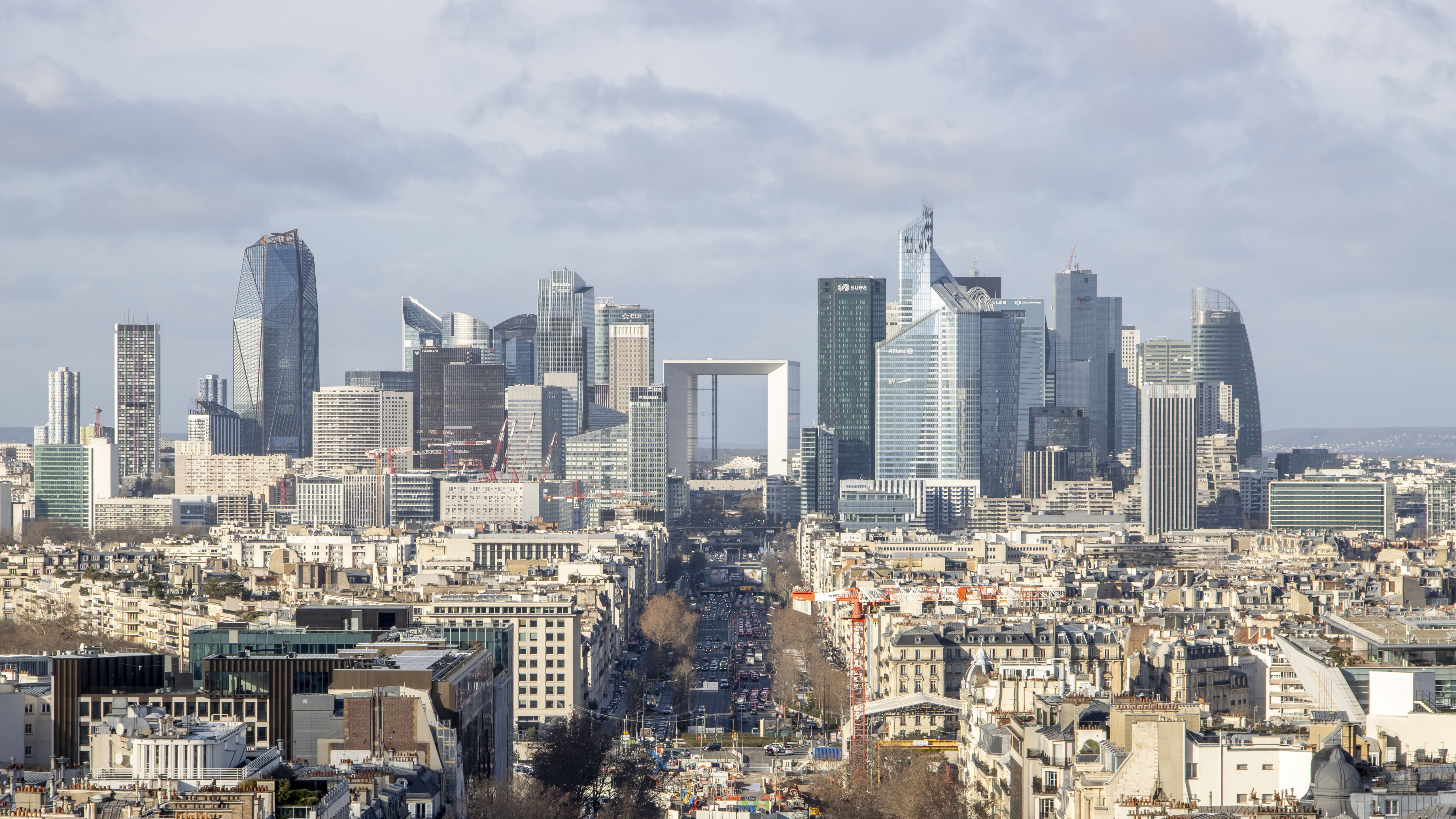
Khu phố La Défense

Vùng Île-de-France là khu vực có nhiều nhà cao tầng bậc nhất châu Âu. Vào năm 2006, toàn vùng có 12 tòa nhà và hai đang xây dựng cao trên 150 mét, so với London và Frankfurt có 9 tòa nhà, Istanbul và Moskva có 6 tòa nhà. Nhưng ngược lại, Île-de-France chỉ có một tòa nhà trên 200 mét, so với 5 ở Frankfurt, 3 ở London và 2 ở Moskva. Các nhà chọc trời của Île-de-France chủ yếu tập trung vào ba khu vực:
- La Défense: Khu phố văn phòng quan trọng bậc nhất châu Âu, nằm ở ngoại ô phía Tây Paris. Phần lớn các tòa nhà ở đây đều có chức năng văn phòng.
- Quận 13: Các tòa nhà cao tầng tập trung ở Khu phố Tàu, chủ yếu là chung cư.
- Quận 15: Tập trung ở khu phố Front de Seine không xa tháp Eiffel. Các tòa nhà này được xây dựng vào hai thập niên 1970 và 1980 với chức năng hỗn hợp, cả chung cư và trung tâm thương mại.

Tháp Eiffel vẫn là công trình cao nhất của Paris và Île-de-France. Còn tòa nhà cao nhất hiện nay là tháp Montparnasse. Một số công trình cổ ở Paris cũng có chiều cao đáng kể, như nhà thờ Đức Bà cao 92 mét, đỉnh vòm của Điện Invalides cao 105 mét.
Trong danh sách, các tòa nhà là những công trình có chức năng chung cư hoặc văn phòng. Chiều cao các tòa nhà này được tính tới mái. Trên thực tế, một số tòa nhà lắp trên cột ăng ten, đạt được độ cao hơn.

## Danh sách

### Các tòa nhà
| Tên                                 | Năm  | Chức năng | Cao (m) | Tầng | Địa điểm      |
| Tour Montparnasse                   | 1972 | Văn phòng | 210     | 59   | Quận 15       |
| Tour Total                          | 1985 | Văn phòng | 187     | 48   | La Défense    |
| Tour Areva                          | 1974 | Văn phòng | 184     | 44   | La Défense    |
| Tour Gan                            | 1974 | Văn phòng | 179     | 44   | La Défense    |
| Tour Alicante                       | 1995 | Văn phòng | 167     | 37   | La Défense    |
| Tour Chassagne                      | 1995 | Văn phòng | 167     | 37   | La Défense    |
| Tour EDF                            | 2001 | Văn phòng | 165     | 41   | La Défense    |
| Cœur Défense                        | 2001 | Văn phòng | 161     | 40   | La Défense    |
| Tour Assur                          | 1974 | Văn phòng | 159     | 39   | La Défense    |
| Tour Adria                          | 2002 | Văn phòng | 155     | 40   | La Défense    |
| Tour Egée                           | 1999 | Văn phòng | 155     | 40   | La Défense    |
| Tour Ariane                         | 1975 | Văn phòng | 152     | 36   | La Défense    |
| Tour Les Poissons                   | 1970 | Hỗn hợp   | 150     | 42   | La Défense    |
| Tour Pleyel                         | 1972 | Văn phòng | 143     | 37   | Saint-Denis   |
| Tour CBX                            | 2005 | Văn phòng | 142     | 36   | La Défense    |
| Khách sạn Concorde Lafayette        | 1974 | Khách sạn | 137     | 33   | Quận 17       |
| Tour Défense 2000                   | 1974 | Chung cư  | 136     | 46   | La Défense    |
| Tour Europlaza                      | 1995 | Văn phòng | 135     | 31   | La Défense    |
| Tour Descartes                      | 1988 | Văn phòng | 130     | 40   | La Défense    |
| Tour France                         | 1973 | Chung cư  | 126     | 40   | Puteaux       |
| Tour La Villette                    | 1974 | Văn phòng | 125     | 35   | Aubervilliers |
| Tour Prélude                        | 1979 | Chung cư  | 123     | 39   | Quận 19       |
| Tour Levant                         | 1975 | Văn phòng | 122     | 33   | Bagnolet      |
| Tour Ponant                         | 1975 | Văn phòng | 122     | 33   | Bagnolet      |
| Tour Franklin                       | 1972 | Văn phòng | 120     | 33   | La Défense    |
| Tour Séquoia                        | 1990 | Văn phòng | 119     | 33   | La Défense    |
| Tour Winterthur                     | 1973 | Văn phòng | 119     | 33   | La Défense    |
| Tour Michelet                       | 1985 | Văn phòng | 117     | 34   | La Défense    |
| Tour CB16                           | 2003 | Văn phòng | 117     | 32   | La Défense    |
| Khách sạn Méridien Montparnasse     | 1974 | Khách sạn | 116     | 30   | Quận 14       |
| Tour Super-Italie                   | 1973 | Chung cư  | 113     | 38   | Quận 13       |
| Tour Neptune                        | 1972 | Văn phòng | 113     | 28   | La Défense    |
| Préfecture des Hauts-de-Seine       | 1974 | Văn phòng | 113     | 25   | Nanterre      |
| Grande Arche                        | 1989 | Hỗn hợp   | 110     | 37   | La Défense    |
| Tour Manhattan                      | 1975 | Văn phòng | 110     | 32   | La Défense    |
| Tour Aurore                         | 1970 | Văn phòng | 110     | 29   | La Défense    |
| Tour Ève                            | 1975 | Hỗn hợp   | 109     | 37   | La Défense    |
| Tour Initiale                       | 1967 | Văn phòng | 109     | 30   | La Défense    |
| Tour Fugue                          | 1979 | Chung cư  | 108     | 35   | Quận 19       |
| Tour Nuage 1                        | 1976 | Chung cư  | 105     | 39   | La Défense    |
| Tour Nuage 2                        | 1976 | Chung cư  | 105     | 39   | La Défense    |
| Chung cư Antoine và Cléopâtre       |      | Chung cư  | 104     | 31   | Quận 13       |
| Tour Gambetta                       | 1975 | Chung cư  | 104     | 37   | La Défense    |
| Tour Anvers                         |      | Chung cư  | 104     | 36   | Quận 13       |
| Tour Athènes                        |      | Chung cư  | 104     | 36   | Quận 13       |
| Tour Cortina                        |      | Chung cư  | 104     | 36   | Quận 13       |
| Tour Helsinki                       |      | Chung cư  | 104     | 36   | Quận 13       |
| Tour Londres                        |      | Chung cư  | 104     | 36   | Quận 13       |
| Tour Mexico                         |      | Chung cư  | 104     | 36   | Quận 13       |
| Tour Sapporo                        |      | Chung cư  | 104     | 36   | Quận 13       |
| Tour Tokyo                          |      | Chung cư  | 104     | 36   | Quận 13       |
| Tour Chéops                         |      | Chung cư  | 103     | 35   | Quận 13       |
| Tour Mykérinos                      |      | Chung cư  | 103     | 35   | Quận 13       |
| Tour Cèdre                          | 1998 | Văn phòng | 103     | 26   | La Défense    |
| Tour Ancône                         |      | Chung cư  | 102     | 35   | Quận 13       |
| Tour Bologne                        |      | Chung cư  | 102     | 35   | Quận 13       |
| Tour Ferrare                        |      | Chung cư  | 102     | 35   | Quận 13       |
| Tour Palerme                        |      | Chung cư  | 102     | 35   | Quận 13       |
| Tour Ravenne                        |      | Chung cư  | 102     | 35   | Quận 13       |
| Tour Cantate                        |      | Chung cư  | 101     | 30   | Quận 19       |
| Tour Opus12                         | 1973 | Văn phòng | 100     | 27   | La Défense    |
| Tour Athéna                         | 1984 | Văn phòng | 100     | 25   | La Défense    |
| Tour Europe                         | 1969 | Văn phòng | 99      | 28   | La Défense    |
| Tour AIG                            | 1967 | Văn phòng | 99      | 27   | La Défense    |
| Tour Avant-Seine                    |      | Chung cư  | 98      | 32   | Quận 15       |
| Tour Mars                           |      | Chung cư  | 98      | 32   | Quận 15       |
| Tour Paris Côté Seine               |      | Khách sạn | 98      | 32   | Quận 15       |
| Tour Seine                          |      | Chung cư  | 98      | 32   | Quận 15       |
| Khách sạn Novotel Paris Tour Eiffel |      | Khách sạn | 98      | 31   | Quận 15       |
| Tour Espace 2000                    |      | Chung cư  | 98      | 31   | Quận 15       |
| Tour Évasion 2000                   |      | Chung cư  | 98      | 31   | Quận 15       |
| Tour Totem                          |      | Chung cư  | 98      | 31   | Quận 15       |
| Tour Beaugrenelle                   |      | Chung cư  | 98      | 30   | Quận 15       |
| Tour Panorama                       |      | Chung cư  | 98      | 30   | Quận 15       |
| Tour Perspective 1                  |      | Chung cư  | 98      | 30   | Quận 15       |
| Tour Perspective 2                  |      | Chung cư  | 98      | 30   | Quận 15       |
| Tour Reflets                        |      | Chung cư  | 98      | 30   | Quận 15       |
| Tour Rive Gauche                    |      | Chung cư  | 98      | 30   | Quận 15       |
| Tour Keller                         |      | Chung cư  | 98      | 29   | Quận 15       |
| Tour Cristal                        |      | Văn phòng | 98      | 27   | Quận 15       |
| Tour Prisma                         | 1998 | Văn phòng | 97      | 25   | La Défense    |
| Tour Chambord                       |      | Chung cư  | 96      | 34   | Quận 13       |
| Tour Atlas                          |      | Chung cư  | 95      | 33   | Quận 13       |
| Tour Puccini                        |      | Chung cư  | 95      | 33   | Quận 13       |
| Tour Verdi                          |      | Chung cư  | 95      | 33   | Quận 13       |
| Tour Atlantique                     | 1970 | Văn phòng | 95      | 27   | La Défense    |
| Tour Pascal                         | 1983 | Văn phòng | 95      | 27   | La Défense    |
| Tour Mantoue                        |      | Chung cư  | 95      | 30   | Quận 13       |
| Chung cư Beryl                      |      | Chung cư  | 92      | 32   | Quận 13       |
| Chung cư Jade                       |      | Chung cư  | 92      | 32   | Quận 13       |
| Chung cư Onyx                       |      | Chung cư  | 92      | 32   | Quận 13       |
| Chung cư Rubis                      |      | Chung cư  | 92      | 32   | Quận 13       |
| Tour Abeille                        |      | Chung cư  | 92      | 32   | Quận 13       |
| Tour Capri                          |      | Chung cư  | 92      | 32   | Quận 13       |
| Tour Rimini                         |      | Chung cư  | 92      | 32   | Quận 13       |
| Tour Chéphren                       |      | Chung cư  | 90      | 27   | Quận 13       |
| Orgues de Flandres 4                |      | Chung cư  | 90      | 26   | Quận 19       |
| Tour Pacific                        | 1992 | Văn phòng | 90      | 25   | La Défense    |
| Tour Zamansky                       |      | Văn phòng | 90      | 24   | Quận 5        |

### Công trình khác
| Tên                                  | Chức năng          | Cao (m) | Vị trí                 |
| Tháp Eiffel                          | Du lịch, phát sóng | 324     | Paris                  |
| Cột phát sóng Sainte Assise          | Phát sóng          | 250     | Seine-Port             |
| Nhà máy nhiệt điện Porcheville       | Ống khói           | 220     | Porcheville            |
| Cột phát sóng Maudétour-en-Vexin     | Phát sóng          | 200     | Maudétour-en-Vexin     |
| Nhà máy nhiệt điện Vitry             | Ống khói           | 160     | Vitry-sur-Seine        |
| Ống khói Front-de-Seine              | Ống khói           | 130     | Paris                  |
| Cột phát sóng TDF de Romainville     | Phát sóng          | 123     | Les Lilas              |
| Cột phát sóng Chennevières sur Marne | Phát sóng          | 120     | Chennevières-sur-Marne |

### Các tòa nhà tương lai
| Tên                       | Chức năng | Cao (m)    | Tầng | Địa điểm            | Ghi chú       |
| Tour Phare                | Văn phòng | Khoảng 300 |      | La Défense          | Dự án         |
| Tour Signal               | Hỗn hợp   | Khoảng 300 |      | La Défense          | Dự án         |
| Tour Generali             | Văn phòng | 318        |      | La Défense          | Dự án         |
| Tour Gan                  | Văn phòng | 235        |      | La Défense          | Dự án         |
| Tour Axa                  | Văn phòng | 225        |      | La Défense          | Xây dựng lại  |
| Tour Air²                 | Văn phòng | 220        |      | La Défense          | Dự án         |
| Tour Majunga              | Văn phòng | 195        |      | La Défense          | Dự án         |
| Tour T1                   | Văn phòng | 185        | 37   | La Défense          | Đang xây dựng |
| Tour Granite              | Văn phòng | 183        | 37   | La Défense          | Đang xây dựng |
| Tour Carpe Diem           | Văn phòng | 166        | 36   | La Défense          | Dự án         |
| Tour D2                   | Văn phòng | 165        |      | La Défense          | Dự án         |
| Tour de Levallois 1       | Văn phòng | 150        | 40   | Levallois-Perret    | Dự án         |
| Tour de Levallois 2       | Văn phòng | 150        | 40   | Levallois-Perret    | Dự án         |
| Tour du Palais de Justice | Văn phòng | 115        | 37   | Quận 13             | Dự án         |
| Tour Mozart               | Văn phòng | 100        |      | Issy-les-Moulineaux | Đang xây dựng |